# Colletes transitorius
Colletes transitorius är en biart som beskrevs av Noskiewicz 1936. Colletes transitorius ingår i släktet sidenbin, och familjen korttungebin. Inga underarter finns listade i Catalogue of Life.